# Bruce Abbott
Bruce Paul Abbott (Portland, 1954. július 28. –) amerikai színész.
Eredetileg színházi pályafutással kezdte karrierjét, később ismertségre tett szert Dan Cain szerepében a kultikus sci-fi horrorfilmekben, a Re-Animator – Az újraélesztő és a Re-Animator 2. – Az újraélesztő menyasszonya című alkotásokban.
Szerepelt továbbá olyan horrorfilmekben is, mint a Lidérces álmok és Az angyalok háborúja 2., valamint az Out of Time című sci-fi film egyik szereplője volt. 1992 és 1993 között Nicholas Marshall bírót alakította a Dark Justice című televíziós sorozatban.

## Fiatalkora
1954. július 28-án Portlandban született és nevelkedett, ahol 1972-ben végzett a David Douglas High Schoolban. Pályafutását táncosként és színészként kezdte Ashland városában működő Oregon Shakespeare Fesztiválon, ahol három évadon át, 1975 és 1978 között szerepelt. Ez idő alatt olyan darabokban lépett színpadra, mint Téli rege, Minden jó, ha vége jó, VI. Henrik, 2. rész, A vihar és III. Richárd.
Tanulmányait a Portlandi Állami Egyetemem kezdte, majd a San Franciscóban található American Conservatory Theater-ben folytatta.

## Pályafutása
1980-ban Portlandből Hollywoodba költözött. Nem sokkal ezután szerepet kapott a Tag: The Assassination Game ímű filmben, ahol a gonosztevőt alakította. A forgatáson ismerte meg későbbi feleségét, Linda Hamiltont. 1985-ben Dan Cain orvostanhallgatót játszotta Stuart Gordon sci-fi horrorfilmjében, a Re-Animator – Az újraélesztőban, mely szerepét az 1990-es Re-Animator 2. – Az újraélesztő menyasszonya folytatásban is megismételte. Később főszerepet kapott a Summer Heat (1987) című korabeli drámában Lori Singer és Kathy Bates oldalán. Szerepelt továbbá Andrew Fleming Lidérces álmok című horrorfilmjében, valamint az Alkalom szüli a szexet című vígjátékban. 1988-ban főszereplőként tűnt fel az Out of Time című futurisztikus televíziós filmben Bill Maher oldalán. 1991-ben Harry Pierpontot alakította A gengszterkirály című tévéfilmben, ahol Sherilyn Fenn és Patricia Arquette is szerepelt. 1992 és 1993 között Nicholas Marshall bírót játszotta a Dark Justice sorozatban.
Pályafutása során számos televíziós sorozat vendégszereplője volt, többek között a Gyilkos sorok, a Family Law és a Halálbiztos diagnózis epizódjaiban. Fontosabb mellékszerepe volt a rövid életű The Net című sorozatban, amely Sandra Bullock A hálózat csapdájában című filmjén alapult. Feltűnt Az angyalok háborúja 2. horrorfilmben is, Christopher Walken és Brittany Murphy oldalán. Félig visszavonult a színészettől. Jelenleg építészként és képzőművészként dolgozik az egyedi tervezésű termékek iparában.

## Magánélete
A1982-ben vette feleségül Linda Hamiltont; házasságukból egy gyermek született, Dalton Abbott (született: 1989. október 4.), aki feltűnik a Terminátor 2. – Az ítélet napja című filmben mint csecsemő John Connor. A pár 1989 körül vált el, miután felmerült a gyanú, hogy Abbott viszonyt folytatott Kathleen Quinlan színésznővel a Csapdában című tévéfilm forgatása alatt. 1994. április 12-én feleségül vette Quinlant, akitől egy fia született, Tyler Quinlan (született: 1990. október 17.). Ők 2022-ben barátságosan váltak el egymástól.

## Filmográfia

### Film
| Év   | Magyar cím                                   | Eredeti cím                  | Szerep           | Magyar hang          |
| ---- | -------------------------------------------- | ---------------------------- | ---------------- | -------------------- |
| 1982 |                                              | Tag: The Assassination Game  | Loren Gersh      |                      |
| 1984 |                                              | Why Me?                      | Markus           |                      |
| 1984 | Az utolsó csillagharcos                      | The Last Starfighter         | Rylan Sargent    |                      |
| 1984 |                                              | Velvet                       | Breed            |                      |
| 1985 | Re-Animator – Az újraélesztő                 | Re-Animator                  | Dan Cain         | Fazekas István       |
| 1985 | Re-Animator – Az újraélesztő                 | Re-Animator                  | Dan Cain         | Juhász Zoltán        |
| 1985 |                                              | Command 5                    | Deke Williams    |                      |
| 1987 |                                              | Summer Heat                  | Jack Ruffin      |                      |
| 1987 |                                              | Interzone                    | Swan             |                      |
| 1988 |                                              | Baja Oklahoma                | Dove Christian   |                      |
| 1988 | Lidérces álmok                               | Bad Dreams                   | Dr. Alex Karmen  | Csankó Zoltán        |
| 1988 | Alkalom szüli a szexet                       | Casual Sex?                  | Keith            | Zágoni Zsolt         |
| 1988 |                                              | Out of Time                  | Channing Taylor  |                      |
| 1989 | Csapdában                                    | Trapped                      | John Doe         |                      |
| 1989 | Re-Animator 2. – Az újraélesztő menyasszonya | Bride of Re-Animator         | Dr. Dan Cain     | Laklóth Aladár       |
| 1990 | A maffia aranykora                           | Johnny Ryan                  | Tom Kelly        | Incze József         |
| 1990 | Danielle Steel: Kaleidoszkóp                 | Kaleidoscope                 | Sam              | Sztarenki Pál        |
| 1991 | A gengszterkirály                            | Dillinger                    | Harry Pierpont   |                      |
| 1995 | A likvidátor                                 | The Demolitionist            | Jack Crowley     | Selmeczi Roland      |
| 1995 | Fekete skorpió                               | Black Scorpion               | Michael Russo    |                      |
| 1997 | Melanie Darrow                               | Melanie Darrow               | Alex Kramer      | Szabó Sipos Barnabás |
| 1998 | Az angyalok háborúja 2.                      | The Prophecy II              | Thomas Daggett   |                      |
| 2002 |                                              | Trance                       | Taylor Black     |                      |
| 2007 |                                              | Humble Pie                   | Atticus kapitány |                      |
| 2009 |                                              | Adult Film: A Hollywood Tale | Brad elnök       |                      |
| 2010 |                                              | Eagles in the Chicken Coop   | Brad elnök       |                      |

### Televízió
| Év         | Magyar cím                | Eredeti cím              | Szerep                      | Megjegyzések                                     |
| ---------- | ------------------------- | ------------------------ | --------------------------- | ------------------------------------------------ |
| 1982       |                           | The Blue and the Gray    | Jake Hale Jr.               | minisorozat                                      |
| 1985       | MacGyver                  | MacGyver                 | Nikolai Kossov polgármester | - 1 epizód - tévéfilm - magyar hangja - Lux Ádám |
| 1988, 1990 | A szépség és a szörnyeteg | Beauty and the Beast     | Devin Wells                 | 2 epizód                                         |
| 1990       |                           | Father Dowling Mysteries | Nick Moran                  | 1 epizód                                         |
| 1995, 1997 |                           | Wings!                   | Mary Pat Lee                | 2 epizód                                         |
| 1991–1995  | Gyilkos sorok             | Murder, She Wrote        | különböző karakter          | 3 epizód                                         |
| 1992–1993  |                           | Dark Justice             | Nicholas Marshall bíró      | 44 epizód                                        |
| 1994       | Halálbiztos diagnózis     | Diagnosis Murder         | Paul Madison                | 1 epizód                                         |
| 1998       |                           | The Net                  | Walter Cizelski             | 4 epizód                                         |
| 2000–2002  |                           | Family Law               | Colin Andrews               | 4 epizód                                         |
| 2002       |                           | UC: Undercover           | Edward Curtis               | 1 epizód                                         |